# 乙字ケ滝
乙字ケ滝（おつじがたき）は、福島県須賀川市と石川郡玉川村の間を流れる阿武隈川にかかる滝。日本の滝百選の一つにも選ばれている。
名前の由来は水が乙字の形をして流れ落ちることに因んでいる。また、乙字ケ滝周辺では阿武隈川が「Z」もしくは「乙」の字に大きく屈曲して流れている。滝幅の広さから「小ナイアガラ」とも呼ばれている。
落差6m、幅100m。滝の近くには、松尾芭蕉がこの滝を訪れたときに詠んだと言われる「五月雨の滝降りうづむ水かさ哉」の句碑がある。滝不動尊や聖徳太子石像などがあり、公園として整備されている。
江戸時代には、白河藩により、滝の下で村民が鱒や鮭、鮎などを捕ってよいとされたが、初漁の魚は殿様に献上することになっており、初漁近くなると藩士が近くに詰めた。その滞在費を持つ代わり、他の賦役は免除されていた。

## 交通アクセス
- 東北縦貫自動車道 須賀川ICから国道118号経由 車で20分
- あぶくま高原道路 玉川ICから国道118号経由 車で5分
- 福島交通バス 須賀川駅 - 竜崎 - 磐城石川駅線「乙字ケ滝」停留所